# Stab (Verwaltungseinheit)
Als Stab wird eine historische Verwaltungseinheit im Schwarzwald bezeichnet. Dort gab es häufig keine geschlossenen Siedlungsformen. Stattdessen bestand der Siedlungskomplex neben einem um die Kirche gebildeten Dorf aus mehreren, teils weit voneinander entfernt liegenden Einzelhöfen, Weilern, Zinken und einzelnen Häusern. Diese wurden zu einem Stab zusammengefasst, dem ein Stabsvogt oder Stabsschultheiß vorstand.